# ۱۹۸۴ (آگهی)
۱۹۸۴ (آگهی) (به انگلیسی: 1984 (advertisement)) فیلمی ۱ دقیقه‌ای به کارگردانی ریدلی اسکات با بازی آنیا ماژور، محصول کشور ایالات متحده آمریکا است.